# Gabriel Hanotaux

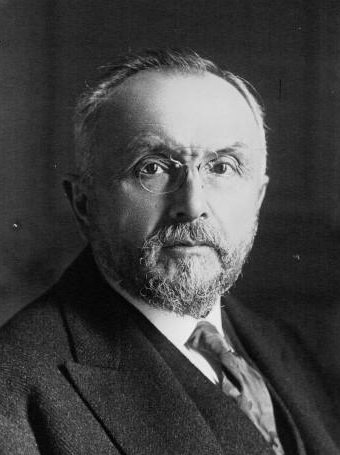
Gabriel Hanotaux (1921)

Albert Auguste Gabriel Hanotaux (* 9. November 1853 in Beaurevoir, Département Aisne; † 11. April 1944 in Paris) war ein französischer Historiker und Politiker.

## Leben
Gabriel Hanotaux wurde nach seiner Ausbildung in Saint-Quentin und Paris 1880 auf Anraten seines Mentors Gabriel Monod Lehrbeauftragter an der École pratique des hautes études. Hauptberuflich war er seit 1879 im Außenministerium tätig (unter anderem als Botschaftssekretär in Konstantinopel). Nachdem er 1886 erstmals zum Abgeordneten gewählt wurde (1889 verfehlte er dieses Ziel), wurde er 1894 Außenminister in der Regierung Dupuy II. Er gehörte direkt anschließend bis 1895 auch den Kabinetten Dupuy III und Ribot III an. Von 1896 bis 1898 war er erneut Außenminister, diesmal im Kabinett Méline. In die Amtszeit Hanotaux' fielen die Dreyfus-Affäre und die Faschoda-Krise.
Hanotaux, der dem republikanischen Lager angehörte, schrieb Arbeiten über Richelieu, Jeanne d’Arc und Ferdinand Foch sowie eine bedeutende Zeitgeschichte Frankreichs (1903–1908).
Hanotaux war zweimal verheiratet; zum ersten Mal 1905 mit Victorine Négadelle, die allerdings kurz nach der Hochzeit starb. Die zweite Ehe schloss er 1913 mit Marie de la Crompe de la Boissière, die 1952 starb. Beide Ehen blieben kinderlos.

## Auszeichnungen

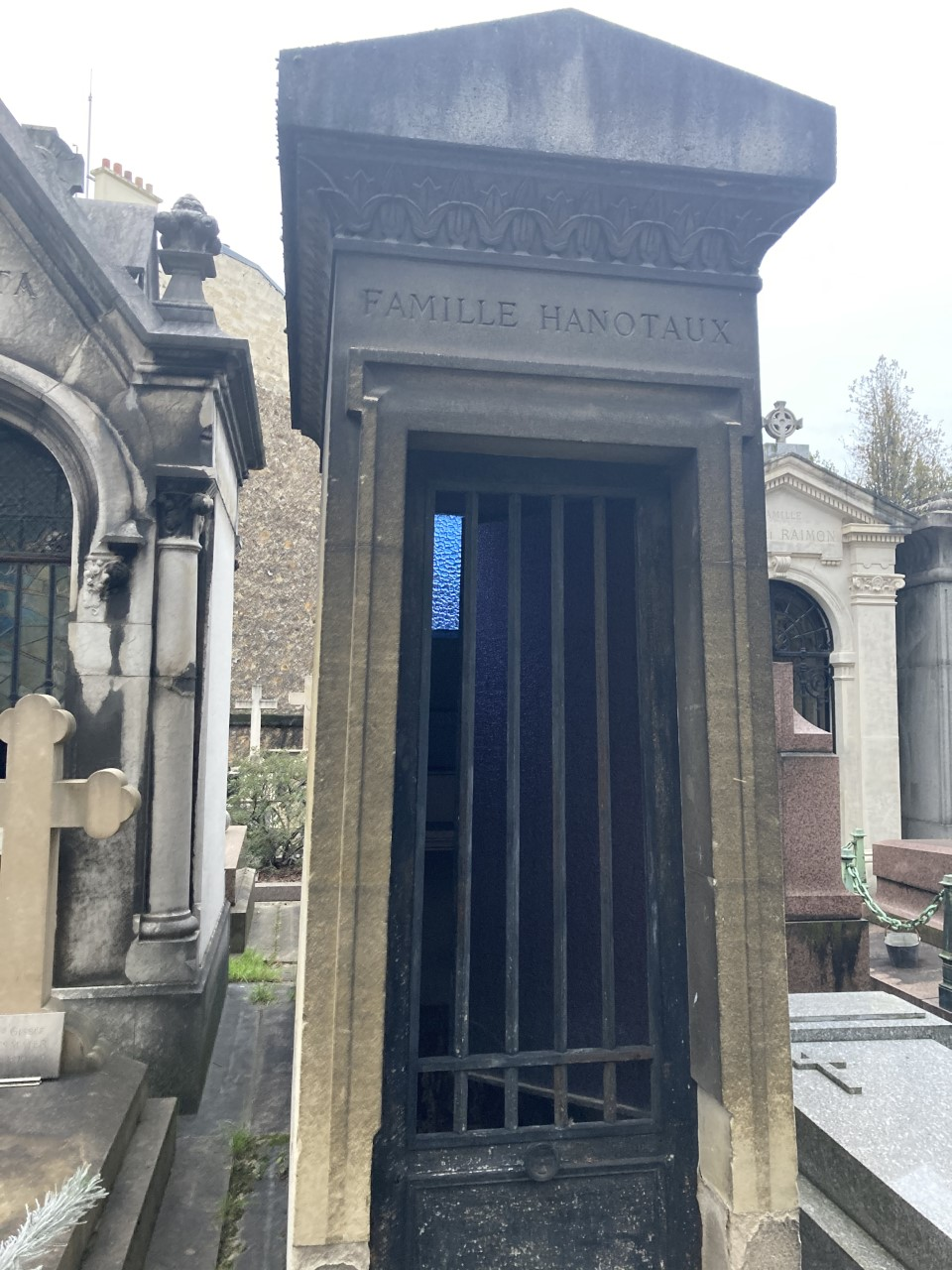
Grab auf dem Cimetière de Passy

- 1897 Mitglied der Académie française
- 1901 Mitglied der Académie de Rouen
- 1913 Auswärtiges Mitglied der Königlich Niederländischen Akademie der Wissenschaften[3]
- 1920 Auswärtiges Mitglied der Königlich Dänischen Akademie der Wissenschaften
- 1934 Grand Officier de la Légion d’Honneur[4]

## Werke
- Histoire du Cardinal de Richelieu, 2 Bände, Félix Alcan, Paris 1893 bis 1903
- Le Gouvernement de M. Thiers et la libération du terrtoire, Renger, Leipzig 1916
- L’Énigme de Charleroi : un épisode tactique méconnu de la guerre 1914–1918, l’Édition française illustrée, Paris 1917
  - deutsche Ausgabe Norderstedt : BoD – Books on Demand – Frankreich 2021, ISBN 978-2-322-26693-7
- La Guerre russo-turque et le Congrès de Berlin, Velhagen & Klasing, Leipzig, Bielefeld 1921
- La fleur des histoires françaises, Velhagen & Klasing, Leipzig, Bielefeld 1923
- Jeanne d’Arc, Hachette, Paris 1923
- L’Égalité française und l’idéal français, G. Freytag, Leipzig 1926
- Evolution de la Constitution française, Westermann, Braunschweig 1927